# Whiskey on You
«Whiskey on You»  — песня американского кантри-певца Нейта Смита. Она была выпущена 27 июня 2022 года на кантри-радио в качестве первого сингла с дебютного студийного альбома Смита Nate Smith. Песня была написана Смитом вместе с Расселом Саттоном, Линдсеем Раймсом. Сингл достиг первого места в американском кантри-чарте Country Airplay, а также лидировала в канадском кантри-чарте и получила платиновую сертификацию в этих странах.

## История
В 2022 году Смит посетил семинар по написанию песен с Линдсеем Раймсом и Расселом Саттоном. Он записал демо-версию песни на кухне музыкального директора Джима Катино. Смит попытался сделать полную версию песни в студии, но, не найдя там подходящей записи, они с Раймс решили использовать вокальную дорожку из демо в окончательной записи.

## Композиция
Кантри-исполнитель посвятил свою песню расставаниям: «Нет, я не собираюсь больше плакать в этом бокале/ Ты не теряла времени, чтобы найти кого-то нового. Так что я не собираюсь тратить на тебя больше ни капли виски». Смит сказал в интервью журналу Billboard: «После разрыва иногда требуется время, чтобы прийти в себя, и я подумал о том, что буду чувствовать в течение следующих нескольких месяцев, пока буду работать над этим. Это песня о том, как пережить душевную боль».

## Концертные исполнения
Нейт Смит исполнил песню на Ночном шоу с Джимми Фэллоном в феврале 2023 года.

## Музыкальное видео
На песню также был снят клип, режиссёром которого выступил Крис Эшли, изобразивший главную тему песни — расставание.

## Коммерческий успех
Трек, выпущенный на лейбле Arista Nashville, дебютировал на 84-й строчке в Billboard Hot 100, где стал первым появлением Нейта Смита. По данным Luminate, за неделю с 6 по 12 мая 2023 года в США было продано 5,8 миллиона официальных потоков и 13 800 скачиваний. Это также его первая песня в чарте Hot Country Songs, занявшая 14 место. Кантри в цифровых продажах песен и № 40 в цифровых продажах песен в декабре. Сингл «Whiskey on You» также занимает 2 и 4 места в чартах цифровых продажах песен Country Digital Song Sales и Digital Song Sales, соответственно.
В итоговом чарте Billboard Year-End за 2023 года песня «Whiskey on You» заняла 23-е место в чарте Country Airplay (Billboard) по итогам всего года, а также была 34-й и 46-й в Hot Country Songs в 2022 и 2023 годах, соответственно.
21 мая 2023 года благодаря успеху сингла Нейт Смит занял первое место в американском хит-параде начинающих музыкантов Emerging Artists.

## Чарты
| Чарт (2022—2023)                  | Высшая позиция |
| --------------------------------- | -------------- |
| Канада Country (Billboard)        | 1              |
| США Billboard Hot 100             | 43             |
| США Country Airplay (Billboard)   | 1              |
| США Hot Country Songs (Billboard) | 11             |

| Чарт (2022)                       | Позиция |
| --------------------------------- | ------- |
| США Hot Country Songs (Billboard) | 34      |

| Чарт (2023)                       | Позиция |
| --------------------------------- | ------- |
| США Country Airplay (Billboard)   | 23      |
| США Hot Country Songs (Billboard) | 46      |

## Сертификации
| Регион                                                                      | Сертификация  | Продажи   |
| --------------------------------------------------------------------------- | ------------- | --------- |
| Канада (Music Canada)                                                       | 2× Платиновый | 160 000   |
| США (RIAA)                                                                  | Платиновый    | 1 000 000 |
| Данные о продажах + прослушиваниях приведены только на основе сертификации. |               |           |